# 2-metil-enoil-CoA (a catena ramificata) reduttasi
La 2-metil-enoil-CoA (a catena ramificata) reduttasi è un enzima appartenente alla classe delle ossidoreduttasi, che catalizza la seguente reazione:
2-metilbutanoil-CoA + NAD+ ⇄ 2-metilcrotonoil-CoA + NADH + H+
L'enzima è una flavoproteina (FAD) di Ascaris suum. La reazione procede solo in presenza di un'altra flavoproteina (una flavoproteina che trasferisce elettroni).